# Jānis Ikaunieks
Jānis Ikaunieks (Kuldīga, 1995. február 16. –) lett válogatott labdarúgó, a KuPS játékosa. Testvére, Dāvis szintén labdarúgó.

## Pályafutása

### Klubcsapatokban
Jānis a Liepājas Metalurgs akadémiáján nevelkedett, 2013-ban mutatkozott be az első csapatban. 2014-ben a Liepāja csapatához igazolt, amelynek színeiben egy évad alatt 32 mérkőzésen 23 gólt szerzett. 2015-ben leszerződtette őt az akkor francia élvonalbeli Metz csapata, amelynek azóta is játékosa, habár kölcsönben szerepelt a görög AÉ Láriszasz és a lett Liepāja csapataiban is, utóbbival lett kupagyőzelmet ünnepelhetett. 2020. február 11-én aláírt a norvég Strømsgodset csapatához. Augusztus 6-án az RFS játékosa lett. 2021. február 22-én a finn Kuopion szerződtette két évre.

### Válogatott
Többszörös lett korosztályos válogatott, 2014-ben mutatkozott be a lett felnőtt válogatottban.

#### Góljai a lett válogatottban
| #        | Dátum             | Ellenfél  | Eredmény | Kiírás              | Esemény |
| -------- | ----------------- | --------- | -------- | ------------------- | ------- |
| 1. és 2. | 2016. március 29. | Gibraltár | 5 – 0    | barátságos mérkőzés | 46' 84' |

## Sikerei, díjai
- Liepāja:
  - Lett kupa-győztes: 2017